# پهن‌نوک پهلوحنایی
پهن‌نوک پهلوحنایی (نام علمی: Smithornis rufolateralis) نام یک گونه از سرده پهن‌نوک‌های آفریقایی است.